# Кальчик (село)
Ка́льчик (укр. Кальчик) — село в Мариупольском районе Донецкой области Украины, административный центр Кальчикской сельской общины.

## История
Поселение возникло в конце XIX в. в связи со строительством железной дороги.
Во время Великой Отечественной войны в 1941—1943 гг. село находилось под немецкой оккупацией.
Кальчик является станцией на юге Донецкой области. Основой экономики является сельское хозяйство, также здесь действуют школа, Кальчикский элеватор, большой карьер по добыче щебня и несколько магазинов.
После российского вторжения на Украину, с 7 марта 2022 года село находится под российской оккупацией

## Население
- 1970 — 2 285 чел.
- 1976 — 2 220 чел.
- 2001 — 1 718 чел. (перепись)

В 2001 году родным языком назвали:
- русский язык — 1 626 чел. (94,64 %)
- украинский язык — 80 чел. (4,66 %)
- греческий язык — 7 чел. (0,41 %)

## Жители
В селе родилась олимпийская чемпионка, легкоатлетка Зюськова Нина Анатольевна.

## Адрес местного совета
Бывший: 87040, Донецкая область, Никольский район, с. Кальчик, пер. Вокзальный, 2, 2-42-31
Настоящий: 287040, ДНР, Володарский район, с. Кальчик, пер. Вокзальный, 2, 2-42-31